# إغناثيو أليند
إغناثيو أليند (بالإسبانية: Ignacio Allende) هو جندي مكسيكي، ولد في 21 يناير 1769 في سان ميغيل دي الليندي في المكسيك، وتوفي في 26 يونيو 1811 في تشيهواهوا في المكسيك بسبب إعدام رميا بالرصاص.